# Jenkinsina
Jenkinsina es un género de foraminífero planctónico de la familia Guembelitriidae, de la superfamilia Heterohelicoidea, del suborden Globigerinina y del orden Globigerinida. Su especie tipo es Guembelitria stavensis. Su rango cronoestratigráfico abarca desde el Luteciense (Eoceno inferior) hasta el Rupeliense (Oligoceno inferior).

## Descripción
Jenkinsina incluía especies con conchas triseriadas, de forma subcónica globular; sus cámaras eran subesféricas; sus suturas intercamerales eran incididas; su contorno ecuatorial era subtriangular lobulado; su periferia era redondeada; su abertura principal era interiomarginal, umbilical, con forma de arco pequeño, y bordeada por un labio; presentaban pared calcítica hialina, microperforada, y superficie lisa o finamente pustulada.

## Discusión
Clasificaciones posteriores han incluido Jenkinsina en el orden Heterohelicida. Algunos autores han considerado Jenkinsina un sinónimo subjetivo posterior de Chiloguembelitria, y lo han incluido en el orden Heterohelicida.

## Paleoecología
Jenkinsina incluía especies con un modo de vida planctónico, de distribución latitudinal cosmopolita, preferentemente tropical a templada, y habitantes pelágicos de aguas superficiales (medio nerítico y epipelágico, en zonas de upwelling).

## Clasificación
Jenkinsina incluye a las siguientes especies:
- Jenkinsina columbiana †
- Jenkinsina samwelli †
- Jenkinsina stavensis †
- Jenkinsina triseriata †